# Lessertinella
Lessertinella Denis, 1947 è un genere di ragni appartenente alla famiglia Linyphiidae.

## Etimologia
Il nome deriva dall'erpetologo ed aracnologo francese Roger De Lessert, e dal suffisso diminutivo -inella.

## Distribuzione
Le due specie oggi attribuite a questo genere sono state rinvenute in Europa: la specie dall'areale più vasto è la L. kulczynskii, reperita in Italia, Svizzera, Germania, Austria e Slovacchia.
In Italia sono stati reperiti alcuni esemplari di L. kulczynskii nella parte settentrionale della penisola.

## Tassonomia
A dicembre 2011, si compone di due specie:
- Lessertinella carpatica Weiss, 1979 — Slovacchia, Romania
- Lessertinella kulczynskii (Lessert, 1910)[4] — Svizzera, Germania, Austria, Slovacchia, Italia